# Nemacheilus kapuasensis
Nemacheilus kapuasensis är en fiskart som beskrevs av Kottelat, 1984. Nemacheilus kapuasensis ingår i släktet Nemacheilus och familjen grönlingsfiskar. Inga underarter finns listade i Catalogue of Life.